# Exalarius huachucensis
Exalarius huachucensis är en stekelart som beskrevs av Lasalle 1994. Exalarius huachucensis ingår i släktet Exalarius och familjen finglanssteklar. Inga underarter finns listade i Catalogue of Life.